# Kalendarium historii Czech
Kalendarium historii Czech – uporządkowany chronologicznie, począwszy od czasów najdawniejszych aż do współczesności, wykaz dat i wydarzeń z historii Czech.

## Czasy najdawniejsze
- IV w. p.n.e. – ziemie obecnych Czech zajęli celtyccy Bojowie[1][2].
- I w. p.n.e. – germańscy Markomanowie opanowali tereny Bojów[1].
- przełom V i VI w. n.e. – ziemie obecnych Czech zajęły plemiona słowiańskie[3].
- 623–658 – ziemie, na których znajdują się dzisiejsze Czechy, znalazły się w składzie Państwa Samona[1].
- lata 60. IX w.–początek X w. – tereny obecnych Czech znalazły się w państwie wielkomorawskim[1].
- 862 – św. Cyryl i Metody rozpoczęli misję chrystianizacyjną na terenach Moraw i Słowacji[4].
- 884 – chrystianizacja Czech w obrządku słowiańskim[2].
- IX–X w. – książęta prascy z rodu Przemyślidów zjednoczyli sąsiednie plemiona słowiańskie we wczesnofeudalne państwo czeskie[1].

## Państwo Przemyślidów
- 929 – Czechy stały się lennym krajem Rzeszy[1].
- 973–976 – utworzenie biskupstwa praskiego[3].
- X w. – obrządek łaciński wyparł obrządek słowiański[1].
- koniec X w. – Mieszko I wystąpił przeciw Czechom i wcielił do Polski ziemie Wiślan i Śląsk[1].
- 1003–1004 – panowanie Bolesława Chrobrego nad Czechami[1].
- 1019 – zjednoczenie Czech i Moraw[2].
- 1085 – Wratysław II został pierwszym królem Czech[2].
- XI w.–I poł. XII w. – konflikt między Czechami i Polską o Śląsk[1].
- 1198 – władcy Czech otrzymali dziedziczny tytuł królewski[1].
- 1212 – władcy Czech zostali zaliczeni do grona elektorów Rzeszy[1].
- XIII w. – Czechy opanowały chwilowo Austrię, Styrię, Karyntię i Krainę[1].
- 1278 – w wyniku bitwy pod Dürnkrut Czesi stracili Austrię, Styrię, Karyntię i Krainę na rzecz Habsburgów[1].
- 1300 – Wacław II koronował się w Gnieźnie na króla Polski[1].
- 1301–1304 – Czechy zajęły chwilowo Węgry[1].
- 1306 – zamordowano Wacława III, co oznaczało koniec dynastii Przemyślidów[3].

## Rządy Luksemburgów i Jagiellonów
- 1335 – Jan Luksemburski zajął Śląsk[1].
- 1344 – założono praskie arcybiskupstwo[3].
- 1345 – wybucha wojna polsko-czeska.
- 1346–1378 – szczytowy okres czeskiego królestwa za panowania Karola IV[3].
- 1348 – Karol IV założył pierwszy uniwersytet w Czechach[3].
- 1355 – koronacja Karola IV[3].
- 1415 – duchowny Jan Hus został spalony na stosie za nawoływanie do zmian w Kościele Katolickim[1].
- lipiec 1419 – zwolennicy Jana Husa (husyci) sięgnęli po władzę w Pradze[1].
- listopad 1419 – zjazd panów i szlachty wybrał na króla Zygmunta Luksemburskiego – nowego władcy nie zaakceptowali husyci, którzy zaoferowali koronę czeską Władysławowi II Jagielle[1].
- 1419–1434 – wojny husyckie[1].
- 1420–1431 – Zygmunt Luksemburski zorganizował pięć krucjat przeciwko husytom[3].
- 1434 – doszło do porozumienia pomiędzy katolikami a umiarkowanymi husytami (kalikstynami). Do rozmów pokojowych nie zaproszono radykalnych husytów (taborytów)[1].
- 1434 – w bitwie pod Lipanami katolicy i kalikstyni pokonali taborytów[1].
- 1436 – husyci ogłosili ugodę z Kościołem (kompaktaty praskie)[1].
- I poł. XV w. – ostatecznie ukształtowała się w Czechach reprezentacja stanowa panów, szlachty i miast (sejmy) oraz utrwaliła się zasada elekcyjności tronu[1].
- 1471 – tron objął Władysław II Jagiellończyk[1].
- 1526 – tron objęli Habsburgowie[1].

## Rządy Habsburgów
- XVI w. – początek reformacji w Czechach[1].
- 1618–1648 – wojna trzydziestoletnia pomiędzy czeską reprezentacją stanową a Habsburgami.
- 1620 – bitwa pod Białą Górą[1].
- 1635 – Czechy utraciły Łużyce na rzecz Saksonii[1].
- 1740–1748 – wojna o sukcesję austriacką[1].
- 1756–63 – wojna siedmioletnia[1].
- koniec XVIII w. – początek rewolucji przemysłowej w Czechach[1].
- XIX w. – odrodzenie narodowe Czechów[1].
- 1848 – panslawizm stał się programem czeskiego stronnictwa narodowego[1].
- II poł. XIX w. – Czechy stały się przodującą gospodarczo prowincją monarchii austriackiej[1].
- 1874 – czeskie stronnictwo narodowe rozpadło się na staroczechów i młodoczechów domagających się zwiększenia praw narodowych dla Czechów[1].
- 1878 – założono Czeską Partię Socjaldemokratyczną[1].
- koniec XIX w. – zaostrzył się konflikt pomiędzy ludnością czeską a niemiecką w wyniku wprowadzenia uregulowań językowych[1].
- 1914–1918 – czeski politycy liberalni opowiedzieli się po stronie ententy[1].
- 1916 – w Paryżu powstała Czechosłowacka Rada Narodowa[1].
- 1918 – w umowie pittsburskiej ustalono utworzenie wspólnego państwa Czechów i Słowaków[1].
- 28 października 1918 – Czechosłowacja proklamowała niepodległość[3].

## Historia Czechosłowacji

### Okres międzywojenny
- 1919–1920 – ustalono granice Czechosłowacji[1].
- 1920 – powstała konstytucja Czechosłowacji[1].
- 1920 – arbitraż międzynarodowy przyznał Czechosłowacji zachodnią część Śląska Cieszyńskiego oraz część Spiszu i Orawy[1].
- 1935 – wzmogły się tendencje nazistowskie i separatystyczne wśród Niemców zamieszkujących Sudety, wśród Polaków mieszkających na Zaolziu oraz wśród Węgrów na Słowacji[1].
- 1938 – Czechosłowację zmuszono do przyjęcia warunków układu monachijskiego[1].
- jesień 1938 – Niemcy zajęły Sudety[1].
- 2 października 1938 – Polska zajęła Zaolzie[5].

### Okupacja niemiecka
- 15 marca 1939 – sejm słowacki proklamował niepodległość, zaś Czechy przekształcono w Protektorat Czech i Moraw[3] (Zaolzie pozostało zajęte do września 1939 przez Polskę).
- 15 marca 1939–9 maja 1945 – okupacja Czech przez III Rzeszę[3].
- 1940 – w Londynie powstał czechosłowacki rząd na emigracji[1].
- marzec 1945 – rząd Czechosłowacji na emigracji przyjął współpracę z ZSRR[1].

### Rządy komunistyczne
- 1945 – przeprowadzono nacjonalizację banków, towarzystw akcyjnych i zakładów przemysłowych[1].
- 1945 – wysiedlono 3 mln Niemców sudeckich[1].
- 1945 – Czechosłowacja została członkiem ONZ[1].
- 1948 – w wyniku praskiego zamachu władzę przejęła Komunistyczna Partia Czechosłowacji[1].
- 1948 – uchwalono nową konstytucję Czechosłowacji zapowiadającą przekształcenie jej w państwo socjalistyczne[1].
- 1949 – Czechosłowacja została członkiem RWPG[1].
- 1955 – Czechosłowacja została członkiem Układu Warszawskiego[1].
- 1960 – Zgromadzenie Narodowe uchwaliło nową konstytucję, która zmieniła nazwę państwa na Czechosłowacką Republikę Socjalistyczną[1].
- 1968 – „praska wiosna”[1].
- sierpień 1968 – wojska Układu Warszawskiego z ZSRR, NRD, Polski, Węgier i Bułgarii przeprowadziły wojskową interwencję[1].
- styczeń 1977 – powstała niezależna grupa opozycyjna Karta 77[6].
- lata 80. XX w. – kryzys gospodarczy[1].
- 15–21 stycznia 1989 – w Czechach doszło do manifestacji w 20. rocznicę samopodpalenia Jana Palacha („tydzień Palacha”)[6].
- 21 sierpnia 1989 – milicja brutalnie stłumiła manifestacje w Czechach[6].
- 17 listopada 1989 – początek aksamitnej rewolucji[6].
- 20 listopada 1989 – 200 tys. osób protestowało w Pradze przeciwko systemowi komunistycznemu. Do mniejszych protestów doszło w Brnie, Bratysławie i w Ostrawie[6].
- 27 listopada 1989 – wybuchł dwugodzinny strajk generalny na terenie Czechosłowacji[6].
- 29 grudnia 1989 – prezydentem został Václav Havel[6].

### Demokratyczna Czechosłowacja
- kwiecień 1990 – zmieniono nazwę państwa na Czeską i Słowacką Republikę Federacyjnę[1].
- 8–9 czerwca 1990 – wybory parlamentarne wygrały Forum Obywatelskie (Czechy) i Społeczeństwo przeciw Przemocy (Słowacja)[6].
- lipiec 1992 – Słowacja ogłosiła deklarację niepodległości[1].
- 1 stycznia 1993 – rozpad Czechosłowacji na dwa samodzielne państwa: Czechy i Słowację[1].

## Czasy najnowsze
- styczeń 1993 – Czechy przyjęto do ONZ[1].
- 1993 – prezydentem został Václav Havel[1].
- 1995 – Czechy przyjęto do OECD[3].
- 1999 – Czechy przyjęto do NATO[1].
- 1 maja 2004 – Czechy przyjęto do Unii Europejskiej[1].